# Rhyothemis notata
Rhyothemis notata – gatunek ważki z rodziny ważkowatych (Libellulidae).